# Santigny
Santigny är en kommun i departementet Yonne i regionen Bourgogne-Franche-Comté i norra Frankrike. Kommunen ligger i kantonen Guillon som tillhör arrondissementet Avallon. År 2022 hade Santigny 88 invånare.

## Befolkningsutveckling
Antalet invånare i kommunen Santigny
| Referens: INSEE |